# آماده (فیلم ۲۰۰۸)
آماده یا حاضر (به انگلیسی: Ready) فیلمی هندی محصول سال ۲۰۰۸ و به کارگردانی سرینو وایتلا است. در این فیلم بازیگرانی همچون رام پوتینینی، جنلیا دی‌سوزا، نثار، کوتا سرینیواسا راو و سارانیا پونوانان ایفای نقش کرده‌اند.